# Underjordiska Lyxorkestern
Underjordiska Lyxorkestern var ett rockband från Lund som bildades av medlemmar från grupperna TT Reuter och Garbochock 1981. Efter att ha släppt sin första skiva Prärieromanser var de förband åt Siouxsie & the Banshees på deras skandinavienturné sommaren 1982. När Peter Ivarss lämnade gruppen 1982 för att gå till Reeperbahn fortsatte Underjordiska Lyxorkestern en kort tid som trio för att därefter upplösas. Tidningen ID släppte den ensidiga singeln Through the Door med den sista upplagan av bandet där Mikael Vestergren både spelade gitarr och bas.

## Medlemmar
- Henrik Venant (född 1958) – sång, blås- och klaviaturinstrument
- Peter Ivarss (1960–1983) – elbas
- Mikael Vestergren (född 1959) – gitarr
- Bengt Liljegren (född 1961) – trummor

## Diskografi
Studioalbum
- 1982 – Prärieromanser

EP
- 1982 – Lögnens mästare

Singlar
- 1982 – "Kärleksön" / "Through the Door" (testpressning)
- 1983 – "Through the Door"